# چال کندی

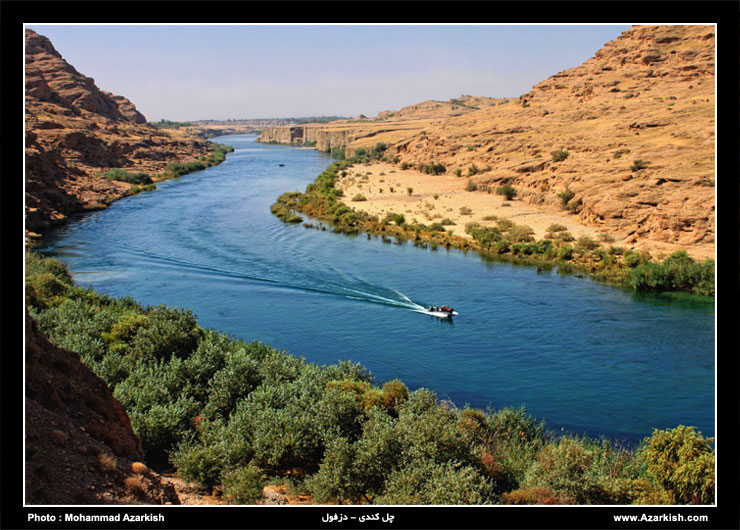

چال کندی دره ای است آبی که در مسیر رودخانه دز است، یکی از مناطق طبیعی دیدنی زیبا و بکر استان خوزستان است که در ۱۸ کیلومتری شمال شهر دزفول و بر زیر دست سد دز دزفول واقع شده است. ساختار زمین‌شناسی منطقه گردشگری چال کندی از سازند کنگلومرا (کَمَر) است که ویژگی رسوبات آبرفتی و کوهپایه‌ای زاگرسی حاصل از فرسایش ارتفاعات را دارد ضمن اینکه منطقه گردشگری چال کندی از مناطق نسبتاً بکر و کمتر دست خورده رود زلال دز است. خوزستان یکی از گرم‌ترین استان‌های کشور است و هر سال فصل تابستان که فرا می‌رسد، گرما به کابوسی برای مردم این استان تبدیل می‌شود. به ویژه اینکه بنا بر وضعیت جوی، گرمای هوا در هرتابستان نسبت به تابستان قبلی افزایش می‌یابد به گونه ای که این گرما از ابتدای بهار خود را نشان می‌دهد و اکنون نیز که این استان در ماه نخست فصل تابستان به سر می‌برد هر روز گرمای هوای شهرهایش، به تیتر یک رسانه‌های کشور تبدیل می‌شود و شرجی‌های مدام و گرمای خرماپزان مردم را کلافه کرده است.
در این میان اما در شمال این استان یعنی در کرانه رود دز  تفریحگاه‌های متنوعی برای فصول گرم سال فراهم کرده که آن را از سایر شهرهای این استان متمایز می‌کند به گونه ای که دراین شرایط، وجود تفریحگاه‌های آبی و تابستانی به یک دلگرمی برای مردم تبدیل شده است و به یکی از مقاصد گردشگری مهم ایرانی تبدیل کرده و باعث جذب علاقمندان به طبیعت و تفریحات تابستانه به سمت اندیمشک و دزفول شده است.
چال کندی در همه ماه‌های سال دیدنی است اما به دلیل امکان استفاده از تفریحاتی چون شنا، قایق‌سواری و ماهی‌گیری یکی از تفریحگاه‌های مهم و اصلی در ماه‌های گرم به‌ شمار می‌رود و بهترین زمان استفاده از طبیعت چال کندی که نمای زیبایی از رودخانه دز را به نمایش می‌گذارد، ابتدای خرداد تا اواسط مهرماه است. 

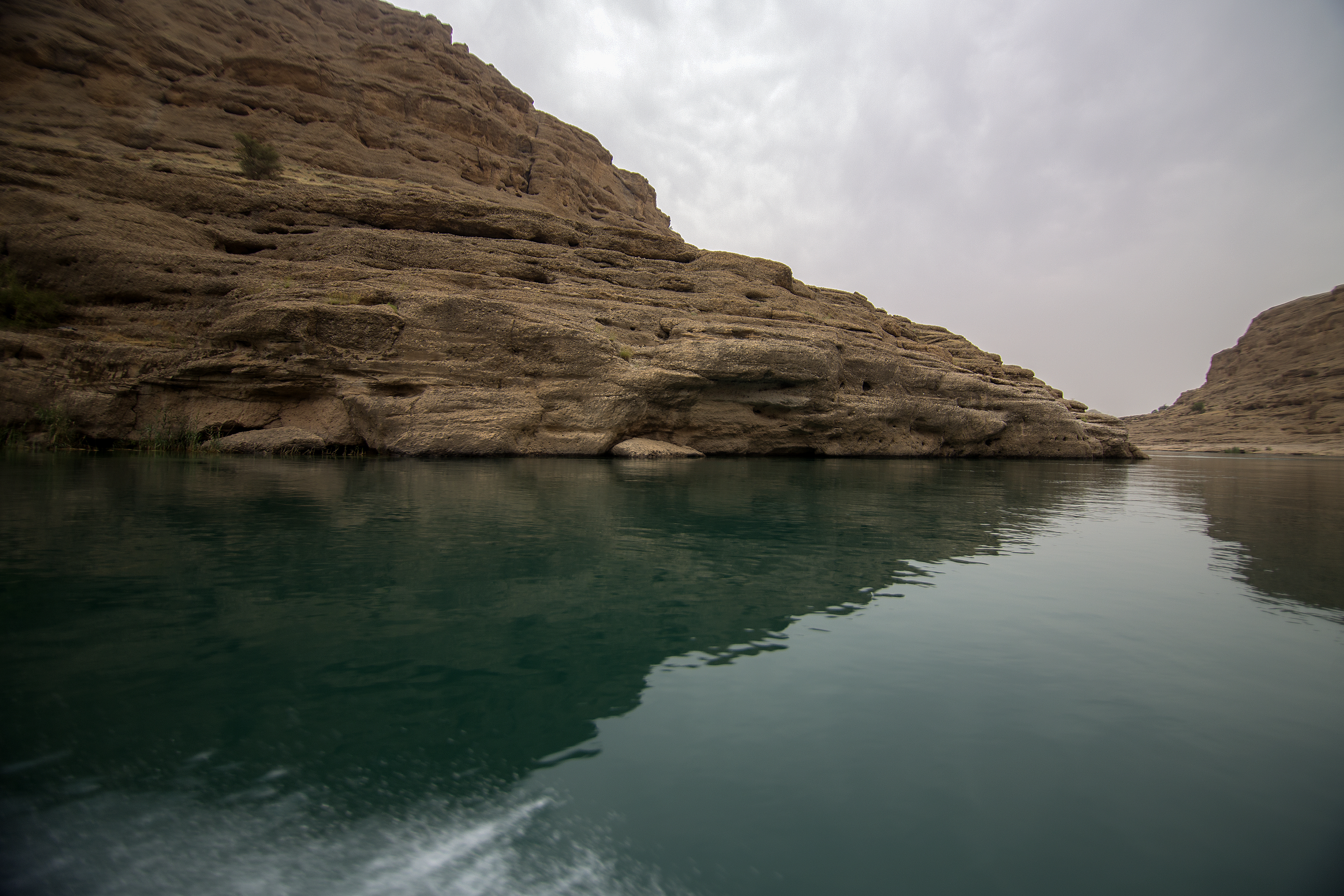

## توصیف چالکندی
منطقه ای که نیزارها، علف‌زارها، بیشه‌زارها، صخره‌ها و آب عمیق و زلال آن روح هر گردشگری را جلا می‌دهد.
در چال کندی گونه‌های گیاهی و جانوری زیادی وجود دارد که علاوه بر جنبه‌های گردشگری، از نظر محیط زیستی نیز دارای ارزش زیادی هستند. ضمن اینکه جنس خاص زمین و دیواره‌های منطقه، امکان سنگ نوردی را نیز برای گروه‌های کوهنوردی و علاقه‌مندان فراهم می‌کند.

## مسیرهای دسترسی به چالکندی
برای رفتن به منطقه چال کندی چند مسیر وجود دارد، یک مسیر زمینی با استفاده از پیمایش از  اردوگاه شهدای دانش آموز اندیمشک (قلعه مختار)  و  مسیردوم نیز از طریق رودخانه (قایق‌سواری)  از طریق اردوگاه شهدای دانش آموز اندیمشک، دهکده والفجر اندیمشک. ، شهر باران دزفول و پارک دولت دزفول است

## دلیل نامگذاری چال کندی
به دلیل وجود جریان‌های شدید آبی و فرسایش صخره‌ها در طول سال‌های بسیار چاله‌های متعددی در مسیر رودخانه ایجاد شده است به همین دلیل به این مکان لقب چال کندی داده‌اند. بومیان اصلی این منطقه از طایفه پاپی می باشند .
|بازبینی=2018-09-05|archiveurl=https://web.archive.org/web/20180905095331/http://www.azarkish.com/?p=286%7Carchivedate=۵ سپتامبر ۲۰۱۸|dead-url=yes}}</ref>
در این مکان می‌توان انواع ورزش‌های آبی مانند جت اسکی، شنا و قایق‌سواری را انجام داد. برای رفتن به این مکان از راهنمایان محلی استفاده شود چرا که افراد دچار حادثه می‌شوند.